# جینا رایدر
جینا رایدر (به انگلیسی: Gina Ryder)، یک بازیگر پورنوگرافی در آمریکا است. رایدر یک زن لاتین است که در ۲۳ ژانویه ۱۹۷۷ در سن آنتونیو، تگزاس متولد شد. به گفتهٔ خودش پستان‌های کاملاً طبیعی دارد و عمل فنجان روی سینه‌هایش را جعلی خواند و تکذیب کرد. جینا همچنین به دوبلهٔ انمیشن برای شرکت NUTECH می‌پردازد.

## جایزه‌ها
- ۲۰۰۲ نامزدی AVN برای بهترین بازیگر نقش اول زن - ویدئو[۱]